# Francisco José Moreno Arrastio
Francisco José Moreno Arrastio es historiador y arqueólogo especializado en Historia Antigua de la península ibérica, profesor titular de Historia Antigua de la Universidad Complutense de Madrid.

## Biografía
El profesor Moreno Arrastio, aparte de dedicarse a la docencia,2 ha investigado distintos temas, 
Entre los temas investigados destaca su interpretación de la colonización fenicia por el interés de los fenicios en la captura de esclavos, lo que provocó el surgimiento de los oppida ibéricos, siendo por tanto, una reflexión general sobre la Arqueología Ibérica en un determinado periodo de tiempo.
Otro tema que ha tratado Moreno Arrastio es el relato de Adolf Schulten sobre Tartessos, en El viaje fractal de Adolf Schulten, donde analiza los relatos tradicionales y las fábulas ancestrales, los arquetipos y la novela negra, en concreto, basándose en Umberto Eco, y su estudio sobre Ian Fleming, hace una comparativa con el relato del alemán, llegando a conclusiones interesantes y novedosas, también polémico como que la función que cumplen los fenicios en esa historia, ha superado fronteras y ámbitos, llegando a influir mucho en las visiones científicas sobre los fenicios y Tartessos, pese a tratarse de un apriorismo del autor alemán.3También ha tratado temas como la red viaria romana.4
Como arqueólogo ha dirigido distintas excavaciones, como las excavaciones de Arroyo Manzanas en Talavera de la Reina (Toledo) y l de Los llanos del Tejar en San Fernando de Henares.